# 9 × 22 mm Type 26
La 9 × 22 mm Type 26 è stata una cartuccia calibro 9 mm disegnata e prodotta dall'Impero giapponese a partire dal 1893, appositamente per il revolver Type 26, vagamente ispirata alla munizione .38 Smith & Wesson adoperata sui revolver d'importazione Smith & Wesson Model 3.

## Caratteristiche
Il bossolo cilindrico in ottone presentava un collarino del diametro di 11 mm ed era lungo 21,8 mm; il diametro del collo o colletto misurava 9,5 mm e la testa 9,8 mm. Sul fondello era presente l'innesco a percussione centrale "Berdan" che incendiava la carica di lancio: inizialmente polvere nera, dopo il 1900 fu rimpiazzata dalla più efficiente polvere infume. Il proiettile era di tipo incamiciato, con corpo in piombo e peso di 9,7 grammi (circa 62 grani); una volta sparato generava un'energia di 18,8 kg·m e raggiungeva una velocità iniziale di 195 m/s.
La cartuccia Type 26 da 9 mm fu adoperata solamente dal revolver Type 26, che dal 1893 al 1925 fu l'arma d'ordinanza per sottufficiali nell'Esercito imperiale giapponese. Sebbene dopo tale data fossero stati introdotti modelli di pistola più moderni (come la Type 14 semiautomatica), la Type 26 fu riutilizzata anche nel corso della seconda guerra mondiale.